# Pollenia funebris
Pollenia funebris este o specie de muște din genul Pollenia, familia Calliphoridae, descrisă de Villeneuve în anul 1932. Conform Catalogue of Life specia Pollenia funebris nu are subspecii cunoscute.